# تيري أونيل (محامية)
تيري أونيل (بالإنجليزية: Terry O'Neill)‏ هي محامية وقانونية أمريكية، ولدت في 1953.